# Kepler-436b
Kepler-436b es un planeta extrasolar que forma parte de un sistema planetario formado por al menos dos planetas. Orbita la estrella denominada Kepler-436. Fue descubierto en el año 2015 por la sonda Kepler por medio de tránsito astronómico.